# آرت كاماتشو
آرت كاماتشو (بالإنجليزية: Art Camacho)‏ هو مخرج ومنتج وممثل ورجل أعمال أمريكي وممارس فنون قتالية ولد في عام 1960، أخرج العديد من الأفلام في عام 1998 أخرج فيلم ريكويل و فيلم (13 Dead Men) في عام 2003 و فيلم (Confessions of a Pit Fighter) في عام 2005 و فيلم نصف ميت 2 في عام 2007، ظهر كـ ممثل في فيلم (Chinatown Connection) لعام 1990 و فيلم (The Power Within) في عام 1995 و فيلم (Tiger Heart) في عام 1996و فيلم (Little Bigfoot 2: The Journey Home).

## حياته المهنية
بدأ آرت بتقديم برامج تلفزيونية متنوعة و أفلام الحركة وبدأ في ما بعد في إنتاج و إخراج الأعلانات التجارية قبل أنتقاله للأخراج، في حلول عام 2015 كان قد عمل في 35 فيلم كرجل أعمال أو مصمم رقصات.

## مجلات ظهر بها
ظهر آرت في العديد من مجلات الفنون القتالية مثل مجلة الحزام الأسود ومجلة أنسايد كونغ فو ومجلة (Karate International) ومجلة (Cinturon Negro) ومجلة (Masters and Styles) والعديد من مجلات الفنون القتالية الأخرى.

## روابط خارجية
- آرت كاماتشو على موقع IMDb (الإنجليزية)
- آرت كاماتشو على موقع قاعدة بيانات الفيلم (الإنجليزية)